# Buđanovci
Buđanovci (ćir.: Буђановци) je naselje u općini Ruma u Srijemskom okrugu u Vojvodini.

## Stanovništvo
U naselju Buđanovci živi 1.757 stanovnika, od čega 1.392 punoljetna stanovnika s prosječnom starosti od 40,7 godina (39,8 kod muškaraca i 41,6 kod žena). U naselju ima 551 domaćinstva, a prosječan broj članova po domaćinstvu je 3,13.
Prema popisu iz 1991. godine u naselju je živjelo 1848 stanovnika.
| Etnički sastav 2002. |            |        |
| Narod                | Stanovnika |        |
| Srbi                 | 1.706      | 97,09% |
| Romi                 | 31         | 1,76%  |
| Hrvati               | 7          | 0,39%  |
| Muslimani            | 2          | 0,11%  |
| Makedonci            | 1          | 0,05%  |
| Mađari               | 1          | 0,05%  |
| Bugari               | 1          | 0,05%  |
| Jugoslaveni          | 1          | 0,05%  |
| nepoznato            | 6          | 0,34%  |

| broj stanovnika | 2274  | 2389  | 2392  | 2260  | 1991  | 1848  | 1757  |
|                 | 1948. | 1953. | 1961. | 1971. | 1981. | 1991. | 2001. |

## Vanjske poveznice
- Karte, položaj vremenska prognoza
- Satelitska snimka naselja